# Marko Košir
Polkovnik Marko Košir, slovenski častnik, veteran vojne za Slovenijo,* 1. maj 1964, Kočevje.

## Izobrazba
- Specialist prometnih ved, Univerza v Ljubljani Fakulteta za pomorstvo in promet

Vojaška šolanja                                                                   
- Generalštabno šolanje
- Višji štabni tečaj
- Šola za rezervne oficirje za zveze

## Dolžnosti
- Načelnik oddelka za razvoj C4I sistemov, Služba za informatiko in komunikacije/SGS/MORS
- Načelnik sektorja J-6 (drugič), Poveljstvo sil Slovenske vojske
- Načelnik oddelka S-6, 1. BR
- Načelnik oddelka za delovanje KIS, GŠSV
- Načelnik sektorja J-6 (prvič), Poveljstvo sil Slovenske vojske
- Poveljnik 11. bataljona za zveze
- Namestnik poveljnika 11. bataljona za zveze
- Pomočnik za načrtovanje KIS, Poveljstvo sil Slovenske vojske
- Pomočnik za prenosne TK sisteme in centrale, GŠSV
- Pomočnik za operativno načrtovanje uporabe TK sistemov, GŠSV
- Samostojni pomočnik za zveze in informatiko, 1. BR
- Pomočnik za telekomunikacije, 1.spbr MORiS
- Pomočnik NŠ za zveze in usposabljanje, 27. Območni štab TO Ribnica
- Poveljnik voda za zveze/referent za zveze, Občinski štab TO Kočevje

## Mednarodne misije in operacije
- KFOR, Kosovo
- NATO HQ Sarajevo, Bosna in Hercegovina

## Odlikovanja in priznanja
- medalja v službi miru
- bronasta medalja 1. BR
- srebrno priznanje 11. bataljona za zveze
- bronasta medalja generala Maistra
- bronasta medalja načelnika GŠSV
- spominski znak Štabi TO 1991
- bronasti meč Poveljstva sil
- srebrna medalja Slovenske vojske
- spominski znak ob deseti obletnici vojne za Slovenijo
- bronasta medalja Slovenske vojske
- spominski znak Borovnica
- spominski znak Hrast
- spominski znak Kanal
- spominski znak Rajhenav 1991
- bronasta medalja generala Maistra z meči
- spominski znak Obranili domovino 1991